# Onthophilus flohri
Onthophilus flohri är en skalbaggsart som beskrevs av Lewis 1888. Onthophilus flohri ingår i släktet Onthophilus och familjen stumpbaggar. Inga underarter finns listade i Catalogue of Life.